# چرشنیتسا
چرشنیتسا (به بلغاری: Chereshnitsa) یک منطقهٔ مسکونی در بلغارستان است که در ساندانسکی واقع شده‌است.